# رخصة البرمجيات

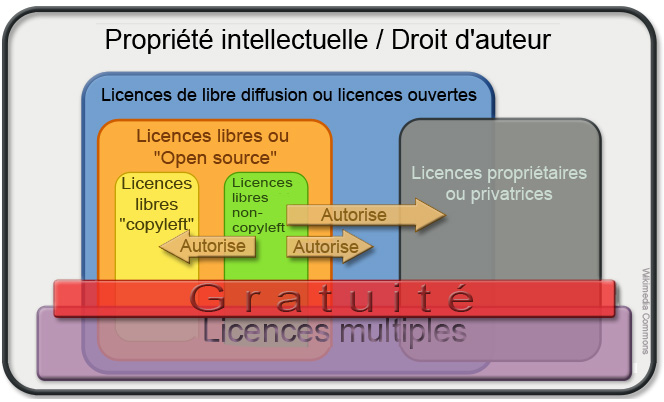

رخصة البرمجيات (بالإنجليزية: Software license)‏ أو ترخيص البرمجيات (بالإنجليزية: Software licence)‏ هي وثيقة قانونية تحكم استعمال أو إعادة توزيع البرمجيات المحمية بحقوق النسخ.

## أنواع ترخيص البرامج
- مجاني freeware : هو برنامج تملكه شركة أو شخص ولكن يقدمه للاستخدام بشكل مجاني للجميع.
- مجاني للإستخدام الشخصي free for private use : هو برنامج يُقدم للاستخدام بشكل مجاني للمستخدمين العاديين في المنازل ولكن حتى تستخدمه في شركتك أنت تحتاج لشراء البرنامج.
- مجاني دعائي adware : وهي برامج مجانية يتم نشرها في الإنترنت ليستخدمها الناس بالمجان وفي نفس الوقت تقوم البرامج بإظهار اعلانات داخل تلك البرامج بهدف الاستفادة المادية من الشركات المعلنة، وكلما زاد انتشار المستخدمين للبرنامج كلما استفاد مطوري البرنامج من وضع الاعلانات داخل برامجهم.
- مجاني تجريبي Free to try أو Shareware: هو برنامج يُقدم بشكل مجاني ولكن بحدود في بعض الوظائف أو حدود زمنية (30 أو 15 يوم مثلاً), قد تجد برامجًا محدودة الوظائف هنا إذا كانت هذه المحدودية لا تؤثر على البرنامج، ولكن لن ترى برامجًا محدود الوقت.
- مجاني مفتوح المصدر open source: هو برنامج مجاني تمامًا للإستخدام المنزلي أو للشركات، كذلك يقدم مصدر البرنامج (الكود البرمجي) بحيث يستطيع أي مبرمج التعديل عليه ونشره مرة أخرى بصورة معدلة.
- تجاري commercial: وهو برنامج لا يمكن استخدامه بالمجان بأي حال من الأحوال «القانونية», ولكن أحيانًا قد يقدم بشكل مجاني كعرض وستجد هنا بعض العروض الخاصة بمثل هذه البرامج.